# 小説日本芸譚
『小説日本芸譚』（しょうせつにほんげいたん）は、松本清張の短編小説集。日本の美術家を主題にした歴史小説集となっている。1958年6月に新潮社より刊行された。

## 構成
短編小説シリーズ「日本藝譚」として『藝術新潮』（1957年1月号 - 12月号）に掲載された12の短編小説から、書籍化に際して10編が抜粋された。以下は書籍化に際しての順序であり、連載順とは異なる。
- 『運慶』(『藝術新潮』1957年4月号掲載)
- 『世阿弥』(同1957年2月号掲載)
- 『千利休』(同1957年3月号掲載)
- 『雪舟』(同1957年11月号掲載)
- 『古田織部』(同1957年1月号掲載)
- 『岩佐又兵衛』(同1957年10月号掲載)
- 『小堀遠州』(同1957年6月号掲載)
- 『光悦』(同1957年8月号掲載)
- 『写楽』(同1957年7月号掲載)
- 『止利仏師』(同1957年12月号掲載)
- 後記 (「後記 日本藝譚」の題で同1958年6月号掲載)[注釈 1]

なお「日本藝譚」連載中に含まれていたが『小説日本芸譚』刊行時に外された以下2編は、いずれものちに単行本『岸田劉生晩景』（1980年、新潮社）に収録された。
- 『鳥羽僧正』(『藝術新潮』1957年5月号掲載)
- 『北斎』(『藝術新潮』1957年9月号掲載)

## エピソード
- 著者は本作について「昭和三十一年の秋の夜、新潮社のS氏が来て『藝術新潮』に一年間、日本の古い美術家たちを小説風に書いてみては、とすすめた」「連載は（昭和）三十二年の新年号からはじまったが、それからの一年間は苦渋の連続であった。予定の締切に間に合ったことがない。大半はその芸術家の調査に時間がつぶされた。調べてみて、大体の輪郭は分っても、その人物のイメージがとれない。芸術家は存在しても、人間の所在が分らないのである。当人が芸術に被光されて、見えなくなっているのだ。芸術が人間の上にハレーションを起している」「ここに収めた主題の美術家たちは、私なりの勝手な解釈の人間である。私は彼らを復原しようと試みたのではない。それは小説の機能ではないし、不可能である。ただ、私の頭の中に出来上った人物を書いたというだけである。だから、これは一つの歴史小説としてうけ取って頂きたいのである」と記している[1]。
- 短編集中で取り上げられた世阿弥について、著者は最晩年の1992年、佐渡島を訪問した際に「花伝書や世阿弥くさめす春の雪」の句を詠んだ。佐渡市内の正法寺に、この句を刻んだ句碑が建てられている[2]。
- 美術評論家の針生一郎は「作者は芸術家を名声欲やライヴァルとの対抗意識にいろどられた、日常的な地平にひきずりおとし、その世俗的な葛藤をある共感につらぬかれて、しかし冷酷にみつめようとしている。だが、芥川龍之介の一連の芸術家小説のように、天才の栄光の楽屋裏を暴露する一種の偶像破壊が目的なのではなく、歴史の転変にまきこまれた人間の、微小にみえても冒しがたい精神の面貌を、描きだそうとしている」と評している[3]。
- 文芸評論家の中島誠は「千利休」を非常に面白く読んだと述べている[4]。俳優の小沢昭一は「世阿弥」を「つよく心に残っております」と述べ、好きな清張作品に挙げている[5]。